# Gorenje Brezovo
Gorenje Brezovo este o localitate din comuna Ivančna Gorica, Slovenia, cu o populație de 52 de locuitori.